# 395
Римська імперія знову розділена на дві частини. У Східній Римській імперії править Аркадій. У Західній — Гонорій. У Китаї правління династії Цзінь. В Індії правління імперії Гуптів. У Японії триває період Ямато. У Персії править династія Сассанідів.
На території лісостепової України Черняхівська культура. У Північному Причорномор'ї готи й сармати. Історики VI століття згадують плем'я антів, що мешкало на території сучасної України приблизно з IV сторіччя. З'явилися гуни, підкорили остготів та аланів й приєднали їх до себе.

## Події
- 17 січня у віці 48 років помер римський імператор Феодосій I. Імперію розділили між собою його сини.
- Візіготський вождь Аларіх перервав мир із римлянами, і розпочав війну з обома частинами імперії. Готи вторглися у Фракію й Македонію, наклали данину на Афіни, а тоді повернули на захід. Не маючи змоги боротися з ним, імператор Аркадій надає йому звання magister militum в Іліріку.
- Гуни проводять широкомасштабний наступ на Східну Римську імперію. Вони вторгаються у Вірменію, Каппадокію, Сирію.

## Померли
- 17 січня — У Медіолані (сучасний Мілан) у віці 48-и років помер Феодосій I Великий, останній правитель єдиної Римської імперії